# کونتیس
کونتیس (به اسپانیایی: Cuntis) یک شهرستان در اسپانیا است.